# Tożsamość regionalna

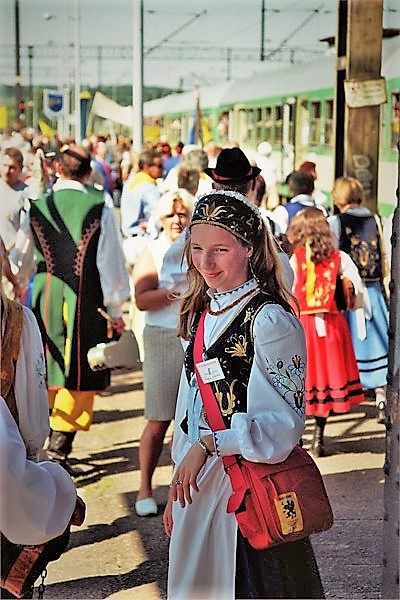
Przedstawicielka grupy etnograficznej Kaszubi - dziewczynka w stroju kaszubskim

Tożsamość regionalna – szczególny przypadek tożsamości społecznej i tożsamości kulturowej opartej na tradycji regionalnej, odnoszącej się do wyraźnie zdefiniowanego i delimitowanego terytorium, jego specyficznych cech społecznych, kulturowych, gospodarczych czy nawet topograficznych, wyróżniających go spośród innych ojczyzn. W niektórych przypadkach (na przykład Ślązacy czy Kaszubi) tożsamość regionalna bywa łączona z tożsamością etniczną (grupą etnograficzną, grupą etniczną).
Perspektywami przyjmowanymi dla opisu tożsamości regionalnej są:
1. Perspektywa psychologiczna – stopień indywidualnej identyfikacji z regionem, jego społeczeństwem, kulturą, gotowość do altruistycznych działań na rzecz regionu i jego społeczności;
2. Perspektywa socjologiczna –odczuwane, choć niekoniecznie artykułowane, poczucie odrębności regionalnej, które przejawia się  poprzez odwołania do małej ojczyzny (Heimatu);
3. Perspektywa geograficzna – stały proces porównywania przypisanego sobie miejsca do miejsc przypisanych innym ludziom, prowadzący do powstania  i utrwalenia pewnych stereotypów przypisywanych pewnym miejscom, przestrzeniom, konkretnym regionom;
4. Perspektywa antropologiczna – elementami tożsamości regionalnej stają się język, gwara, literatura lokalna, zwyczaje, obyczaje, świadomość dziedzictwa kulturowego;
5. Perspektywa historyczna – tożsamość regionalną kreuje związek z dziejami regionu, jego bohaterami, instytucjami historycznymi;
6. Perspektywa ekonomiczna – tożsamość regionalna wiąże się ze wspólnotą gospodarowania, ekonomią regionalną; perspektywa ta nabiera szczególnego znaczenia w warunkach transformacji ustrojowej i gospodarki rynkowej;
7. Perspektywa urbanistyczno-architektoniczna – czynnikiem konstytuującym tożsamość regionalną stają się tradycyjne, ludowe formy budownictwa związane z danym regionem;
8. Perspektywa polityczna – bierze pod uwagę swoistą kulturę polityczną, która zawsze jest cechą charakterystyczną każdego regionu, utrwalaną nierzadko w postaci krzywdzących stereotypów na jego temat;
9. Perspektywa światopoglądowa – związana z pewnym wspólnym kręgosłupem moralno-światopoglądowym danej społeczności (kultywowanie określonych praktyk religijnych, wyznawanie wspólnych wartości);
10. Perspektywa ekologiczna – świadomość indywidualna i zbiorowa co do jakości środowiska naturalnego poszczególnych jego elementów.